# 德昆
德昆（英語：De Queen）是一個位於美國阿肯色州塞維爾縣的城市。根據2020年美國人口普查，該地人口為6105人，而該地的面積約為15.96平方千米。同時該地也是塞維爾縣的縣治。

## 地理
德昆的座標為34°02′24″N 94°20′31″W / 34.04000°N 94.34194°W，而該地的平均海拔高度為128米（即420英尺）。